# 팔로마 피카소
팔로마 피카소(Paloma Picasso, 1949년 4월 19일 ~ )는 프랑스의 패션 디자이너이다.

## 약력
저명한 아티스트 파블로 피카소의 딸로, 풀 네임은 안 팔로마 피카소 (Anne Paloma Picasso)이다. 1968년경부터 보석 디자이너 및 무대 의상 디자이너로 활동을 시작하여, 이브 생로랑과의 계약을 맺는다. 1980년부터 티파니에서 일을 하고, 2010년에는 30주년 기념 컬렉션이 발매되었다.